# اوی نش
اوی نَش (به انگلیسی: Avi Nash) بازیگر آمریکایی است که بیشتر به دلیل بازی در نقش صدیق در مجموعه تلویزیونی مردگان متحرک شناخته می‌شود.

## سال‌های آغازین
نش در ایالات متحده آمریکا متولد شد، پدرش اهل کشور گویان و مادرش اهل بمبئی است. وی در سال آخر دبیرستان بازیگری را شروع کرد. او پیش از آن به‌عنوان یک هنرمند تجسمی شناخته می‌شد.

## فعالیت حرفه‌ای
وی اولین فیلم سینمایی خود را با عنوان «رانندگی یاد بگیر» در کنار بن کینگزلی و پاتریشیا کلارکسون، به کارگردانی ایزابل کوشت، کارگردان اسپانیایی بازی کرد. این فیلم برای اولین بار در جشنواره بین‌المللی فیلم تورنتو در سال ۲۰۱۴ به نمایش درآمد.
در سال ۲۰۱۷، نش به عنوان اولین کاراکتر مرد مسلمان آمریکایی به‌نام صدیق، در فصل ۸ سریال مردگان متحرک به تصویر کشیده شد. او در فصل ۹ و فصل ۱۰ این سریال نیز ایفای نقش کرد.

## زندگی شخصی
نش اکنون بین شهرهای لس آنجلس، لندن نیویورک زندگی می‌کند.
او می‌تواند به زبان‌های دیواناگری و اردو بخواند و بنویسد. او دوره زبان هندی را در دانشگاه استنفورد گذراند و کلاس بازیگری خود را در هند به‌طور کامل به زبان هندی گذراند. نش در حالی‌که مدت کوتاهی در نزدیکی مرز برزیل زندگی می‌کرد، از دوست دختر سابق خود زبان پرتغالی آموخت.

## فیلم‌شناسی

### فیلم
| سال  | عنوان         | نقش    | یادداشت    |
| ---- | ------------- | ------ | ---------- |
| ۲۰۱۳ | زندگی گای     | جوانتر | فیلم کوتاه |
| ۲۰۱۳ | E-103         | E-103  | فیلم کوتاه |
| ۲۰۱۴ | آموزش رانندگی | Preet  |            |
| ۲۰۱۵ | Postal Jerks  | خوان   |            |
| ۲۰۱۶ | شب آماتور     | منظم   |            |
| ۲۰۱۶ | بری           | سلیم   |            |
| ۲۰۱۹ | هوسیا         | هنری   |            |

### تلویزیون
| سال        | عنوان        | نقش  | یادداشت                          | منابع |
| ---------- | ------------ | ---- | -------------------------------- | ----- |
| ۲۰۱۵، ۲۰۱۹ | دره سیلیکون  | واجد |                                  |       |
| ۲۰۱۷–۲۰۲۰  | مردگان متحرک | صدیق | فصل‌های ۸، ۹ و ۱۰(مجموعا ۲۷ قسمت) | [ ۵ ] |